# Let Flash Airlines 604
Let Flash Airlines 604 (anglicky Flash Airlines Flight 604) byl charterový let egyptské společnosti Flash Airlines. Boeing 737-300, který směřoval do Paříže s plánovaným mezipřistáním v Káhiře, se krátce po svém vzletu z mezinárodního letiště Šarm aš-Šajch, z dodnes ne zcela jasných příčin, zřítil do Rudého moře. Všech 135 cestujících, z nichž většinu tvořili turisté z Francie a 13 členů posádky zemřelo.
Na vyšetřování havárie se podíleli odborníci na letectví z Egypta, Spojených států amerických i Francie, na její příčině se ovšem zatím nedokázali uspokojivě shodnout.
Co do počtu obětí se jednalo až do havárie letu Kogalymaia 9268 v roce 2015 o největší leteckou havárii v egyptské historii a nadále se jedná o největší havárii této konkrétní verze letounu Boeing.